# Ravine Pois Doux
Die Ravine Pois Doux ist ein kurzer Zufluss des Pagua River im Osten von Dominica im Parish Saint David.

## Geographie
Die Ravine Pois Doux entspringt im Gebiet von winblew Crossing auf ca. 200 m über dem Meer und fließt nach Westen. Sie mündet bereits nach wenigen hundert Metern nördlich bei Winblew Crossing von rechts und Osten in den Pagua River. Sie entspringt aus demselben Grundwasserleiter wie die nördlich benachbarte Frenchman Ravine und die östlich benachbarte Buluku Ravine, die aber direkt zum Atlantik abläuft.